# Chaniat
Chaniat é uma comuna francesa na região administrativa de Auvérnia-Ródano-Alpes, no departamento de Alto Loire. Estende-se por uma área de 13,91 km². Em 2010 a comuna tinha 173 habitantes (densidade: 12,4 hab./km²).